# WTA Tour Championships 2010
El WTA Tour Championships 2010, també anomenada Copa Masters femenina 2010, és l'esdeveniment que va reunir les vuit millors tennistes individuals i les quatre millors parelles femenines de la temporada 2009. Es tracta de la 40a edició en individual i la 35 en dobles. Es va disputar sobre pista dura entre el 25 i el 30 d'octubre al Khalifa International Tennis Complex de Doha, Qatar.
La belga Kim Clijsters va aconseguir el cinquè títol de l'any i el tercer en aquest esdeveniment després de les victòries de 2002 i 2003.

## Individuals

### Classificació
| Rq | Jugadora            | Punts | T  | Data de classificació  |
| -- | ------------------- | ----- | -- | ---------------------- |
| 1  | Caroline Wozniacki  | 7.270 | 21 | 29 de setembre de 2010 |
| 2  | Vera Zvonariova     | 6.096 | 18 | 1 d'octubre de 2010    |
|    | Serena Williams     | 5.355 | 12 | Lesió                  |
| 3  | Kim Clijsters       | 5.295 | 13 | 2 d'octubre de 2010    |
|    | Venus Williams      | 4.985 | 14 | Lesió                  |
| 4  | Francesca Schiavone | 4.595 | 21 | 6 d'octubre de 2010    |
| 5  | Samantha Stosur     | 4.572 | 18 | 6 d'octubre de 2010    |
| 6  | Jelena Jankovic     | 4.236 | 20 | 9 d'octubre de 2010    |
| 7  | Ielena Deméntieva   | 4.085 | 20 | 9 d'octubre de 2010    |
| 8  | Viktória Azàrenka   | 3.935 | 20 | 20 d'octubre de 2010   |
| S1 | Li Na               | 3.540 | 20 |                        |
| S2 | Shahar Pe'er        | 3.365 | 21 |                        |

### Fase grups

#### Grup grana
| Pos. | Rq | Jugadora            | V | D | Sets  | Jocs    |
| ---- | -- | ------------------- | - | - | ----- | ------- |
| 1    | 5  | Samantha Stosur     | 2 | 1 | 5 – 2 | 40 – 32 |
| 2    | 1  | Caroline Wozniacki  | 2 | 1 | 4 – 3 | 34 – 22 |
| 3    | 4  | Francesca Schiavone | 1 | 2 | 3 – 4 | 28 – 34 |
| 4    | 7  | Ielena Deméntieva   | 1 | 2 | 2 – 5 | 25 – 40 |

|                     | Caroline Wozniacki | Francesca Schiavone | Samantha Stosur  | Ielena Deméntieva |
| Caroline Wozniacki  |                    | 3−6, 6−1, 6−1       | 4−6, 3−6         | 6−1, 6−1          |
| Francesca Schiavone | 6−3, 1−6, 1−6      |                     | 4−6, 4−6         | 6−4, 6−2          |
| Samantha Stosur     | 6−4, 6−3           | 6−4, 6−4            |                  | 6−4, 4−6, 6−7(4)  |
| Ielena Deméntieva   | 1−6, 1−6           | 4−6, 2−6            | 4−6, 6−4, 7−6(4) |                   |

#### Grup blanc
| Pos. | Rq | Jugadora          | V | D | Sets  | Jocs    |
| ---- | -- | ----------------- | - | - | ----- | ------- |
| 1    | 2  | Vera Zvonariova   | 3 | 0 | 6 – 0 | 38 – 22 |
| 2    | 3  | Kim Clijsters     | 2 | 1 | 4 – 3 | 38 – 30 |
| 3    | 8  | Viktória Azàrenka | 1 | 2 | 3 – 4 | 34 – 35 |
| 4    | 6  | Jelena Janković   | 0 | 3 | 0 – 6 | 13 – 36 |

|                   | Vera Zvonariova | Kim Clijsters | Jelena Janković | Viktória Azàrenka |
| Vera Zvonariova   |                 | 6−4, 7−5      | 6−3, 6−0        | 7−6(4), 6−4       |
| Kim Clijsters     | 4−6, 5−7        |               | 6−2, 6−3        | 6−4, 5−7, 6−1     |
| Jelena Janković   | 3−6, 0−6        | 2−6, 3−6      |                 | 4−6, 1−6          |
| Viktória Azàrenka | 6−7(4), 4−6     | 4−6, 7−5, 1−6 | 6−4, 6−1        |                   |

### Fase final
|  | Semifinals | Semifinals         | Semifinals    | Semifinals | Semifinals |   |                    | Final | Final | Final | Final | Final |
|  |            |                    |               |            |            |   |                    |       |       |       |       |       |
|  | 1          | Caroline Wozniacki | 7             | 6          |            |   |                    |       |       |       |       |       |
|  | 2          | Vera Zvonariova    | 5             | 0          |            |   |                    |       |       |       |       |       |
|  | 2          | Vera Zvonariova    | 5             | 0          |            | 1 | Caroline Wozniacki | 3     | 7     | 3     |       |       |
|  |            |                    |               |            |            | 1 | Caroline Wozniacki | 3     | 7     | 3     |       |       |
|  |            | 3                  | Kim Clijsters | 6          | 5          | 6 |                    |       |       |       |       |       |
|  | 3          | 3                  | Kim Clijsters | 6          | 5          | 6 | Kim Clijsters      | 7     | 6     |       |       |       |
|  | 3          |                    |               |            |            |   | Kim Clijsters      | 7     | 6     |       |       |       |
|  | 5          | Samantha Stosur    | 63            | 1          |            |   |                    |       |       |       |       |       |

### Premis
| Ronda                     | Premi (US$) | Punts |
| ------------------------- | ----------- | ----- |
| Campiona                  | +770.000    | +450  |
| Finalista                 | +380.000    | +360  |
| Round Robin (3 victòries) | 400.000     | 690   |
| Round Robin (2 victòries) | 300.000     | 530   |
| Round Robin (1 victòria)  | 200.000     | 370   |
| Round Robin (0 victòries) | 100.000     | 210   |
| Suplents                  | 50.000      |       |

## Dobles

### Classificació
| Rq | Jugadores                                          | Punts | T  | Data de classificació  |
| -- | -------------------------------------------------- | ----- | -- | ---------------------- |
| 1  | Gisela Dulko Flavia Pennetta                       | 8.581 | 16 | 14 de setembre de 2010 |
| 2  | Květa Peschke Katarina Srebotnik                   | 6.596 | 17 | 29 de setembre de 2010 |
|    | Serena Williams Venus Williams                     | 5.500 | 4  | Lesions                |
| 3  | Lisa Raymond Rennae Stubbs                         | 5.104 | 18 | 6 d'octubre de 2010    |
| 4  | Vania King Iaroslava Xvédova                       | 4.978 | 10 | 6 d'octubre de 2010    |
| S  | Núria Llagostera Vives María José Martínez Sánchez | 3.927 | 12 |                        |

### Premis
| Ronda          | Premi (US$) |
| -------------- | ----------- |
| Campiones      | 375.000     |
| Finalistes     | 187.500     |
| Semifinalistes | 93.750      |

- Els premis són per equip.